# Idioma tumbuka
El idioma tumbuka es una lengua bantú hablada en Malaui, Zambia y Tanzania; en su lengua nativa se denomina chiTumbuka. Es hablado por unas 2 millones de personas.